# Bismarck at Canossa
Bismarck at Canossa – sonet angielskiego poety Algernona Charlesa Swinburne’a, opublikowany w tomie Tristram of Lyonesse and Other Poems, wydanym w Londynie w 1882 nakładem oficyny Chatto & Windus. Utwór, datowany 31 grudnia 1881, odwołuje się do stosunkowo niedawnych wydarzeń, kiedy to Otto von Bismarck, kanclerz Cesarstwa Niemieckiego wszedł w spór z Kościołem katolickim, doprowadzając do przyjęcia przez parlament (Landtag) pakietu ustaw znanych jako Prawa majowe, skierowanych przeciwko katolikom. Swinburne, choć deklarujący się jako ateista, stanął przeciwko kanclerzowi Niemiec, którego uważał za wroga wolności. Poeta odwołał się do zdarzenia sprzed kilkuset lat, kiedy niemiecki cesarz Henryk IV Salicki musiał się ukorzyć przed papieżem Grzegorzem VII. O Canossie Bismarck wspomniał w swoim przemówieniu. Sonet jest napisany pentametrem jambicznym i rymuje się abba abba ccd cdd. Poeta zastosował też aliterację: And felt thy foot and Rome’s, and felt her frown.
Not all disgraced, in that Italian town,
The imperial German cowered beneath thine hand,
Alone indeed imperial Hildebrand,
And felt thy foot and Rome’s, and felt her frown
And thine, more strong and sovereign than his crown,
Though iron forged its blood-encrusted band.
But now the princely wielder of his land,
For hatred’s sake toward freedom, so bows down,
No strength is in the foot to spurn: its tread
Can bruise not now the proud submitted head:
But how much more abased, much lower brought low,
And more intolerably humiliated,
The neck submissive of the prosperous foe,
Than his whom scorn saw shuddering in the snow!